# Tréouergat
Tréouergat (bret. Treouergad) – miejscowość i gmina we Francji, w regionie Bretania, w departamencie Finistère.
Według danych na rok 1990 gminę zamieszkiwały 263 osoby, a gęstość zaludnienia wynosiła 43 osoby/km² (wśród 1269 gmin Bretanii Tréouergat plasuje się na 964. miejscu pod względem liczby ludności, natomiast pod względem powierzchni na miejscu 984.).